# Обрезание

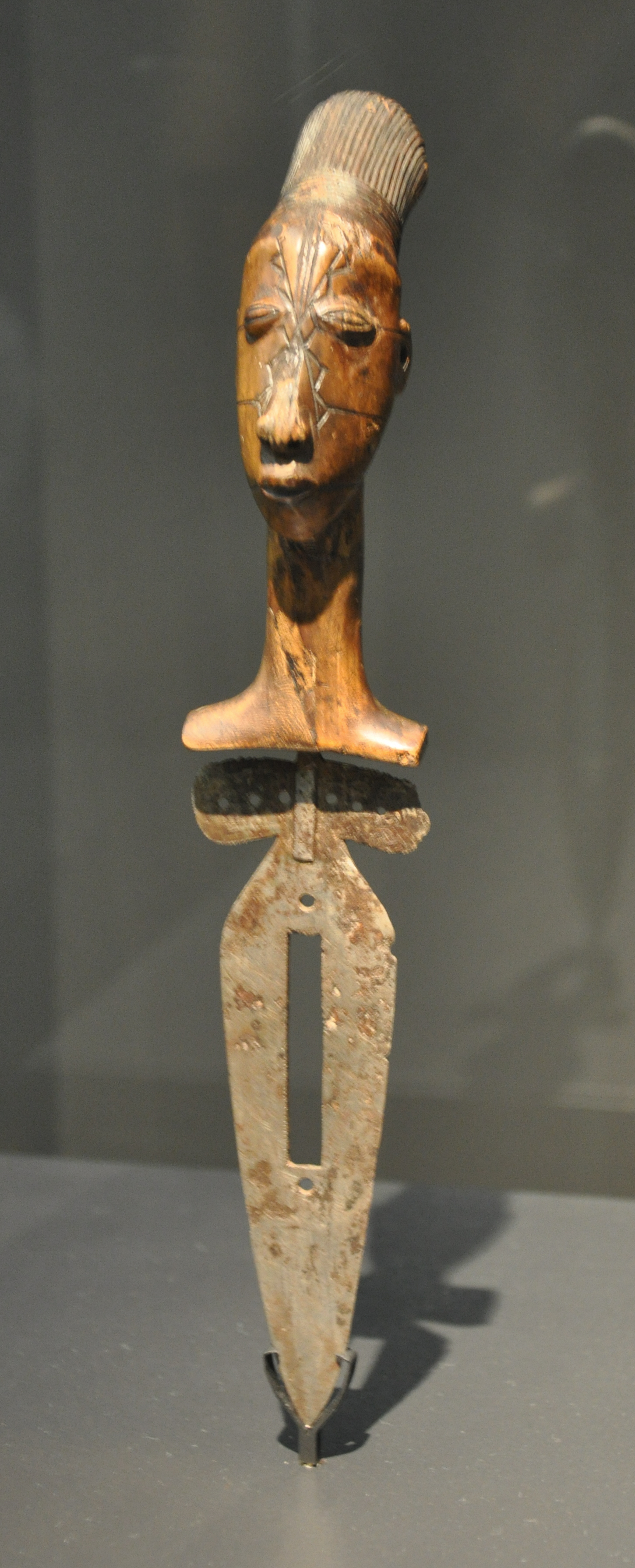
Нож для обрезания из Конго, дерево, железо, конец XIX — начало XX веков

Обре́зание или обреза́ние — традиционная практика или хирургическая операция (циркумци́зия, от лат. circumcisio) — удаление у представителей мужского пола крайней плоти с различными целями:
- социальными (инициация, регулирование сексуальности, предотвращение сексуальных практик, считающихся порочными);
- религиозными (посвящение Богу, в настоящее время практикуется главным образом у иудеев (ивр. брит мила — букв. «завет обрезания»[3]) и мусульман;
- медицинскими (устранение анатомического недостатка, профилактика заболеваний);
- национальными (например, как знак принадлежности даже нерелигиозного еврея к своему народу).

Отчасти схожая процедура на женских половых органах называется «женское обрезание».

## Обрезание в разных культурах

### Происхождение
По мнению некоторых исследователей, у некоторых древних народов обрезание служило религиозным обрядом, «данью жестокому и злому божеству, которому необходимо принести в жертву часть, чтобы спасти целое, обрезать ребёнка, чтобы сохранить ему жизнь». Тем самым, возможно, что изначально обрезание было призвано заменить языческий обряд человеческих жертвоприношений.
Токарев С. А. так писал о происхождении обрезания:
Другой пример — иудаистский и мусульманский обычай обрезания мальчиков, выполняющий ту же функцию: знак принятия в религиозную общину. Не раз делались попытки объяснить происхождение этого обычая разумными соображениями: будто бы отрезание «крайней плоти» выполняет какую-то гигиеническую роль, и прочий вздор. Действительное понимание генезиса ритуала обрезания возможно, только если принять во внимание распространение этого ритуала у других народов, более отсталых. У них до сих пор обрезание, совершаемое, однако, не над новорождёнными и не над семилетними мальчиками, а над подростками, вступающими в зрелый возраст, выполняет очевидную и вполне реальную роль, хотя и в излишне жестокой форме: сделать временно физически невозможным нарушение полового запрета, налагаемого на не достигших зрелости. Значит, и здесь реальные корни иудейско-арабского обряда лежат далеко в глубине прошлого этих народов. 

### Древний мир

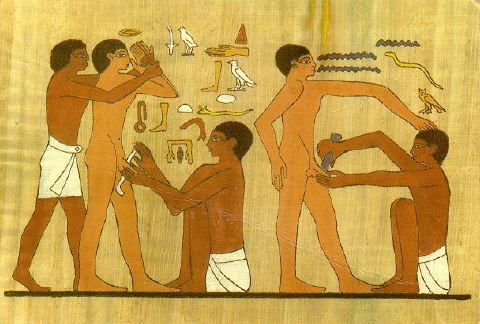
Сцена обрезания. Изображение на египетской гробнице (ок. 2500 до н. э.)

Обрезание издавна практиковалось у многих народов. Обрезание как инициация мальчиков-подростков практиковалось в религии аборигенов Австралии и у некоторых народов Африки.
Так Геродот в Истории пишет:

Только три народа на земле искони подвергают себя обрезанию: колхи, египтяне и эфиопы. Финикияне же и сирийцы, что в Палестине, сами признают, что заимствовали этот обычай у египтян. А сирийцы, живущие на реках Фермодонте и Парфении, и их соседи‑макроны говорят, что лишь недавно переняли обрезание у египтян. Это ведь единственные народы, совершающие обрезание, и все они, очевидно, подражают этому обычаю египтян. Что до самих египтян и эфиопов, то я не могу сказать, кто из них и у кого заимствовал этот обычай. Ведь он, очевидно, очень древний
Также обрезание существовало у финикийцев, у народов Ханаана: аммонитян, эдомитян и моавитян. Существование его у вавилонян и ассирийцев не доказано; у филистимлян обрезания не было. Практика обрезания крайней плоти у ближневосточных народов засвидетельствована с 3-го тысячелетия до н. э. На рисунке, представляющем сцену этого обряда у древних египтян, изображение ножа напоминает собой форму ножей каменного периода. Это отчасти свидетельствует, что начало этого обычая теряется в глубокой древности. Изначально этот обряд был связан с ритуалом инициации, перехода к взрослой жизни, дававшим среди прочего право жениться. Еврейское существительное «хатан» (жених, зять) однокоренное с арабским hitan, обрезание. Однако в Библии обрезанию придаётся исключительно религиозное значение.
У большинства народов обрезание совершается над мальчиками и юношами 10—17 лет (в Древнем Египте — на 14-м году) и составляет как бы посвящение в мужчины, официальное признание половой зрелости.

### Обрезание в Библии
Обрезание (Брит мила) — одна из немногих заповедей в Пятикнижии, предписанных до синайского Откровения.
Бог заповедовал обрезание Аврааму и всем его домочадцам мужского пола словами:

Сей есть завет Мой, который вы должны соблюдать между Мною и между вами и между потомками твоими после тебя [в роды их]: да будет у вас обрезан весь мужеский пол; обрезывайте крайнюю плоть вашу: и сие будет знамением завета между Мною и вами. Восьми дней от рождения да будет обрезан у вас в роды ваши всякий младенец мужеского пола, <…> и будет завет Мой на теле вашем заветом вечным. Необрезанный же мужеского пола, который не обрежет крайней плоти своей [в восьмой день], истребится душа та из народа своего, ибо он нарушил завет Мой.
— Быт. 17:10—14
Тем самым, согласно Библии, праотец Авраам совершил обрезание в возрасте 99 лет. Традиционно считается, что Авраам сам проделал над собой эту операцию с помощью Всевышнего. Существует также и мнение, что Авраама оперировал Сим (Шем), сын Ноя (Ноаха). К этому дню его сыну Измаилу (Ишмаэлю), от которого, согласно Библии, произошли арабы (и к духовным потомкам которого относят себя мусульмане), было 13 лет. Родившийся позднее Исаак, от которого произошли евреи, был обрезан, как и предписано Торой, на восьмой день жизни. Эти сроки обрезания — на 8-й день и в 13 лет — соблюдаются в иудаизме и исламе до сих пор.
В отличие от других древних народов, практиковавших обрезание, обрезание еврейских детей должно производиться не в период начинающейся половой зрелости, а сразу же после рождения, на восьмой день. В отличие от египтян, оно не является уделом только высших классов, обрезание обязательно для всего народа, не исключая также и рабов.
В древности обрезание было призвано служить внешним признаком Израиля, отличающим его от необрезанных язычников, олицетворением которых в этом отношении были филистимляне, а также напоминать евреям об обетованиях, заключённых в Божьем Завете (относительно потомства, владения землёй), и об обязанностях, возложенных этим заветом на Израиль.
Согласно Книге Иисуса Навина, после сорока лет странствия по пустыне сыны Израиля, придя в Землю Обетованную, оказались необрезанными. Книга утверждает, что родившиеся во время странствий по пустыне евреи не проходили обряд обрезания, но придя в землю своего наследия, они должны были восстановить свой завет с Богом, обрезаться и совершить Песах (Пасху):

В то время сказал Господь Иисусу: сделай себе острые ножи и обрежь сынов Израилевых во второй раз. И сделал себе Иисус острые ножи и обрезал сынов Израилевых на [месте, названном]: Холм обрезания. Вот причина, почему обрезал Иисус [сынов Израилевых], весь народ, вышедший из Египта, мужеского пола, все способные к войне умерли в пустыне на пути, по исшествии из Египта; весь же вышедший народ был обрезан, но весь народ, родившийся в пустыне на пути, после того как вышел из Египта, не был обрезан; <…>Когда весь народ был обрезан, оставался он на своем месте в стане, доколе не выздоровел
— Нав. 5:2—8
Вместе с тем библейские пророки неоднократно подчёркивают недостаточность обрезания плоти и призывают к духовному обрезанию, «обрезанию сердца»: «Обрежьте себя для Господа, и снимите крайнюю плоть с сердца вашего» (Иер. 4:4). Метафорически обрезание олицетворяет греховность и порочность человека. Тем самым «духовное обрезание» необходимо человеку, пренебрегающему заветом Господа и нуждающемуся в Божьем прощении.

### Обрезание в иудаизме

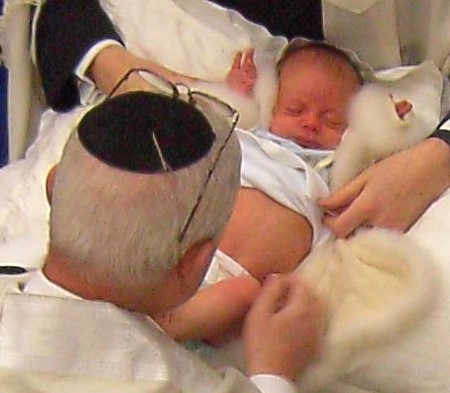
Иудейское обрезание

Согласно еврейской традиции, обрезание (ברית מילה‎, брит мила) — символ завета (договора) между Богом и народом Израиля.
В качестве обоснования обрезания часто приводятся соображения гигиены, которые были выдвинуты ещё Филоном Александрийским. Но вряд ли в этом причина. Более логично объяснение, которое даёт Шимон Бен-Элазар в талмудическом трактате «Шаббат». Он говорит: «Заповедь, ради которой евреи шли на самопожертвование, сохранилась у них навсегда». И в качестве примера он приводит заповедь обрезания.
Пророк Иезекииль сказал: «в кровях твоих живи!» (Иез. 16:6). Со времён тирании царицы-финикийки Изавели евреи неоднократно противостояли декретам властей, запрещавшим исполнение этой заповеди.
Впервые преследование евреев из-за обрезания возникло во II веке до н. э. С целью эллинизировать еврейский народ Антиох IV Епифан запретил совершать обрезание, а те, кто совершал эту операцию над своими детьми, карались смертной казнью. Повод к этому дали евреи-эллинисты. Подражая грекам в публичных играх, еврейские юноши, вопреки традиционной стыдливости, выступали на ристалищах голыми, и, чтобы избегнуть насмешек, они искусственным способом старались замаскировать следы религиозной операции, подвергаясь для этого весьма болезненной контроперации, известной под названием epispasmus (ἐπισπασμός — «стянутый»). Чтобы предупредить эту неприятность, евреи-эллинисты не подвергали своих детей обрезанию, что побудило Антиоха совершенно запретить эту операцию.
При определённых обстоятельствах к контроперации иногда прибегали также и благочестивые евреи в диаспоре. После разрушения Иерусалима Веспасиан установил, чтобы прежняя подать в две драхмы, которую евреи вносили в пользу Храма, поступала теперь в казну храма Юпитера Капитолийского в Риме. Евреи восприняли этот налог как святотатство и всячески скрывали своё иудейство, чтобы уклониться от его уплаты. Римские фискалы, по свидетельству Светония, раздевали подозреваемых ими в иудействе лиц на улице и взыскивали налог. По этой причине многие решались на эписпазм.
После подавления восстания Бар-Кохбы, во время гонений императора Адриана на иудеев в 138 году н. э., обрезание было запрещено под страхом смертной казни.
Из сочинений Страбона, Тацита, Ювенала, Горация и других явствует, что в античном мире обрезание считалось варварским актом и многие с презрением и насмешками отзывались об обрезании и высмеивали обрезанных мужчин как похотливых и развратных. Однако, несмотря ни на что, обряд этот постепенно стал проникать во все слои римского общества, не исключая императорских домов.
Во времена испанской инквизиции были обнаружены монастыри, в которых монахи, происходившие из марранов, совершали обрезание над своими собратьями.
Преследования евреев во времена нацистского режима вновь сделало актуальным вопрос о восстановлении крайней плоти. Отсутствие её становилось опасным для жизни, независимо от того, было обрезание выполнено по религиозным соображениям или в связи с фимозом в детском возрасте.

#### Ритуал обрезания
Обрезанию подвергаются еврейские младенцы мужского пола на восьмой день после рождения, однако обряд может совершаться над мужчинами любого возраста. Обрезание является обязательной частью процесса гиюра (перехода в иудаизм) для мужчин. В древности обрезание применялось также и к рабам, считавшимся членами общины, и к чужеземцам, желавшим принять участие в праздновании Песаха.
Существуют различные объяснения того, почему обрезание совершают на восьмой день:
1. Из медицинских соображений, поскольку к восьмому дню ребёнок, как правило, уже успевает достаточно окрепнуть для этой процедуры.
2. Недели также достаточно для того, чтобы определить, насколько здоров новорождённый, чтобы подвергнуться обрезанию без опасности для здоровья.
3. Талмуд объясняет это тем, что за неделю мать сможет прийти в себя, чтобы принять полноценное участие в этом радостном событии.
4. В мидрашах даётся другое, более возвышенное объяснение. Восемь дней даны для того, чтобы ребёнок прожил субботу, приобщился к её святости и был готов приобщиться к святости обрезания.

Хотя в Шаббат запрещено проливать кровь, обрезание — исключение из этого правила. Тора устанавливает восьмой день и не делает исключения для Шаббата. Однако, если обрезание на восьмой день по какой-то причине не сделали, например, по причине слабого здоровья младенца или отсутствия моэля, в Шаббат его уже не производят.
Еврейский закон предписывает в случае болезни новорождённого ждать целую неделю после исчезновения симптомов, чтобы не оставалось сомнений в его полном выздоровлении, и лишь после этого обрезать.
Обрезание нужно производить днём, а не ночью. Время между заходом солнца и наступлением ночи, когда появляются звёзды, трудно отнести строго ко дню или к ночи. Поэтому обрезание делают до захода солнца. Законоучители рекомендуют делать обрезание рано утром, поскольку тот, кто поступает так, показывает тем самым своё стремление поскорее выполнить заповедь, не откладывая её без необходимости.
Традиционно обрезание совершают в синагоге после утреннего богослужения. В честь этого события день считается праздничным, что отражается и на литургии. Однако в настоящее время в Израиле обряд совершается большей частью на дому в присутствии десяти мужчин (старше 13 лет), которые представляют собою общину Израиля.
Хотя обрезание может произвести любой еврей (а при отсутствии мужчин — также и женщина), его поручают, как правило, специально обученному человеку, моэлю, который имеет медицинскую подготовку, или обычному хирургу, совершающему обрезание в больнице в присутствии раввина.
Кроме моэля, в обрезании непременно участвует ещё одно лицо — сандак. Сандак держит ребёнка на своих коленях, придерживая его ножки. Роль сандака считается весьма почётной. Сандак стал участвовать в обрезании, по-видимому, в самые древние времена. В Мидраше имеется упоминание, что царь Давид нередко удостаивался этой чести. Само слово «сандак» возникло в талмудический период и ведёт своё происхождение от греческого «синдикос», которое вначале означало адвоката, а позже — вообще полномочного представителя. В Средние века немцы называли помощника священника при крещении «год-фатер» (крёстный отец). Евреи, жившие на территории Германии и говорившие по-немецки, постепенно и еврейских сандаков стали называть «гефатер», которое впоследствии превратилось в «кватер». Позже, однако, «кватером» стали звать уже не сандака, а нового участника обрезания, мужчину, приносящего младенца в помещение, где совершится процедура обрезания. Кватер принимает ребёнка из рук кватерши, которая приносит его из женской части синагоги, где он находился с матерью. Обычно кватерами назначают супружескую пару.
При традиционном обрезании используются лишь самые простые инструменты. Обычно моэль оперирует лезвием, заточенным с обеих сторон, поскольку, волнуясь, он может начать резать не той стороной. Моэль отсекает крайнюю плоть острой бритвой по всей окружности; во избежание рубцового сужения её отверстия разрывает внутренний слизистый листок крайней плоти, отсасывает (ранее — ртом, в последнее время — с помощью специальной трубки) и выплёвывает кровь, после чего весь половой орган обсыпается толстым слоем мелко истёртого порошка перегнившего дерева или так называемым пульвером (ликоподием, semen lycopodii).
По завершении процедуры обрезания все провозглашают «мазаль тов», поздравляют счастливых родителей и желают «как вошёл он в союз, так пусть войдёт он к Торе, женитьбе и добрым делам». Во время церемонии приобщения новорождённого к союзу праотца Авраама мальчику дают имя. Обычно это традиционное еврейское имя.

### Обрезание в исламе
Обрезание, то есть удаление крайней плоти мужского полового органа, является, согласно мнению некоторых исламских богословов, одним из близких к обязательному (ваджиб), по мнению других — желательным (мустахабб). Так или иначе, это является частью сунны Мухаммада, а также всех предшествующих пророков вплоть до пророка Ибрахима (Авраама).
В Коране обрезание не упоминается, но есть множество хадисов (преданий) о его необходимости. Сообщается, что некто пришёл к Мухаммаду и сказал: «Я принял ислам». Тогда Мухаммад повелел этому человеку: «Сбрось волосы неверия (то есть побрей голову) и сделай обрезание» (сборники хадисов Ахмада и Абу Дауда). Также аз-Зухрийи передал слова Посланника Аллаха: «Кто принял ислам, пусть сделает обрезание, даже если он взрослый» (сборник хадисов Харба). Вместе с тем присутствуют мнения других исламских богословов, таких как имам Абу Ханифа, которые считают обрезание желательным, но не обязательным деянием.
Ещё одним аргументом в пользу утверждения, что обрезание является близким к обязательному действием, является предание о пророке Ибрахиме (Аврааме), который сделал обрезание в восьмидесятилетнем возрасте (сборники хадисов Бухари и Муслима).
Большинство учёных-богословов сходится на том, что совершить обрезание ребёнку нужно до достижения половой зрелости, когда он становится мукаллафом (совершеннолетним) и обязан совершать все возложенные на него обязанности. Однако желательно сделать обрезание в детском возрасте как можно раньше. В сборниках хадисов передаётся, что Мухаммад зарезал овец за Хасана и Хусайна (внуки пророка) и сделал им обрезание на седьмой день после рождения (сборник хадисов Байхаки).
В настоящее время обрезание у народов, традиционно исповедующих ислам, часто представляется как национальный обычай, и сроки проведения этого обряда часто различаются у различных национальностей. Так, например, турки традиционно совершают обрезание мальчикам 8—13 лет, персы — 3—4-летним, мусульмане Малайского архипелага — 10—13-летним, арабы городские — на 5—6 году, деревенские — на 12—14 году. По мнению исламских богословов, наиболее предпочтительным возрастом для обрезания является седьмой день после рождения ребёнка.

### Обрезание в христианстве

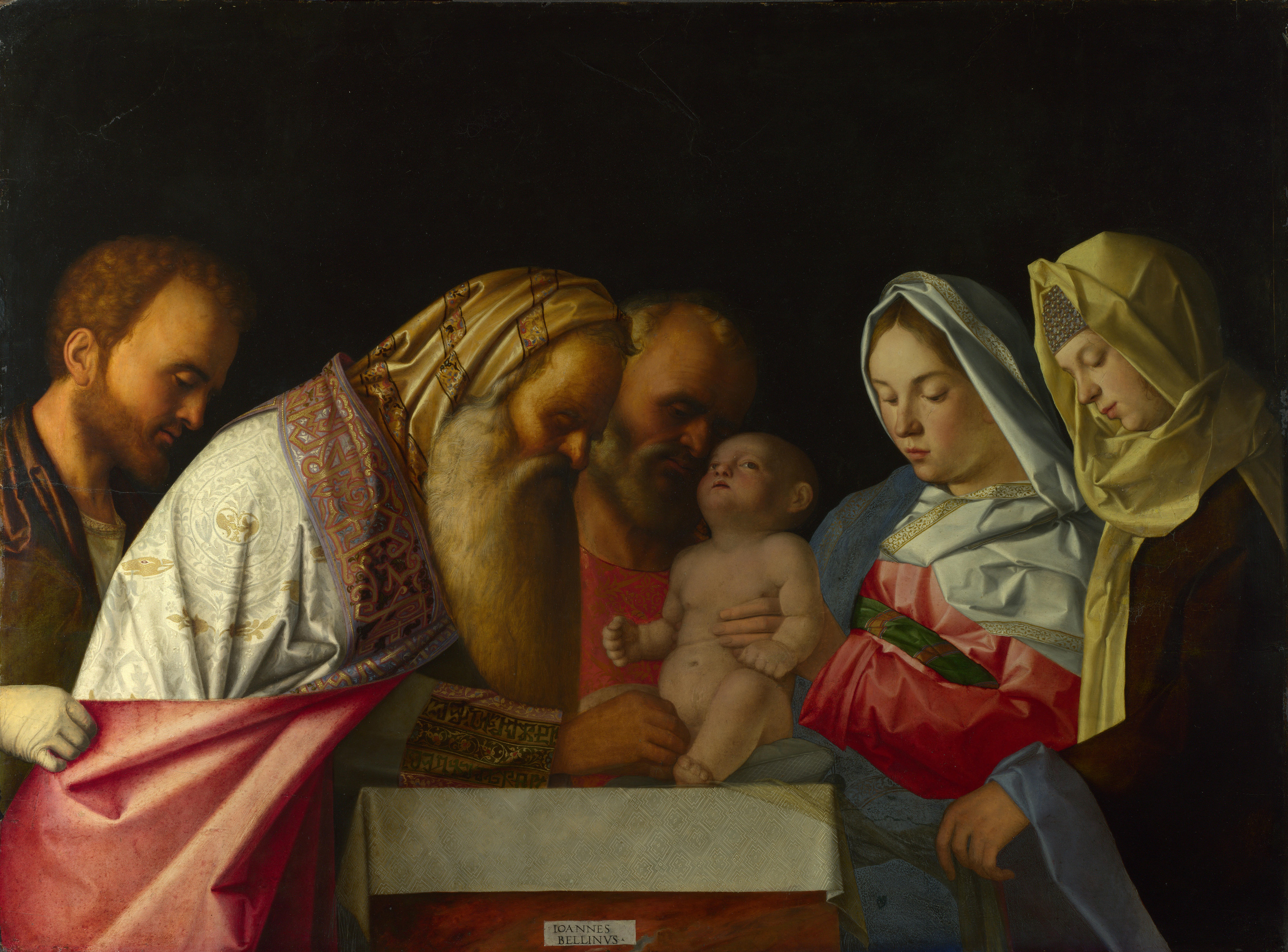
«Обрезание Господне», Джованни Беллини, ок. 1500

Первые христианские общины, в том числе и в Иерусалиме, составляли обращённые из иудеев и потому обрезанные, так что в Новом Завете используется выражение «обрезанные» для указания на происхождение этих людей. Однако через некоторое время начался приток язычников в Церковь. В связи с тем, что было сильно движение иудеохристиан, выходцев из фарисейства, в Церкви возникло разногласие по поводу того, следует ли обрезать язычников: многие, пришедшие из Иудеи, настаивали на обязательном и необходимом для спасения значении обрезания. В ответ на это собрался Иерусалимский собор, на котором присутствовали Апостолы и пресвитеры. По долгом рассуждении, заслушав свидетельства, приведённые Апостолами Павлом и Варнавой об их миссионерстве, Апостолом Петром о спасении всех, включая самих себя, верой по благодати Иисуса Христа, независимо от ига закона, одобрение этих свидетельств Апостолом Иаковом, Собор единогласно постановил, чтобы обрезание не совершалось над обращёнными из язычников. Тем не менее многие христиане из иудеев, образовавшие Иерусалимскую Церковь, продолжали привычный им обряд, крайне неохотно расставаясь с ним, при этом. Однако Апостол Павел обрезал обращённого из иудейской веры полуеврея Тимофея исключительно для цели миссионерства среди иудеев. Многие евреи, обращённые в христианство, ошибочно полагали, что должны совершить анциркумцизию (восстановление крайней плоти), чтобы подтвердить свой отказ от старой веры. От чего, однако, предостерегал апостол Павел:

Призван ли кто обрезанным, не скрывайся; призван ли кто необрезанным, не обрезывайся. Обрезание ничто и необрезание ничто, но всё в соблюдение заповедей Божьих.— 1Кор. 7:18, 19
Апостол Павел использует понятие обрезания как символ обновления человека через веру в Иисуса Христа, которое он называет обрезанием Христовым. «Обрезание Христово» заключается в «совлечении греховного тела плоти» и совершается, в отличие от иудейского обряда, не ножом и не по букве Закона, а в сердце и по духу. Павел утверждает, что причастность к Богу основывается на внутреннем духовном обновлении человека. Тем самым обрезание, по его мнению, теряет свой смысл и становится ненужным и даже отступническим от Нового Завета. Свидетельством подлинности этого внутреннего обрезания служит крещение.
В доникейский период разгорелась полемика Отцов Церкви с иудеями, в которой неоднократно поднималась тема необходимости обрезания. В ответ на это апологеты доказывали его ненужность:
- Послание псевдо-Варнавы: «А обрезание, на которое надеялись иудеи, отменено.» Причём автор считает, что и в Ветхом Завете предписывалось духовное понимание, а не плотское: «Ибо Он заповедал обрезание не телесное, а они преступили Его заповедь; потому что злой ангел обольстил их. Пророк говорит к ним: „вот что говорит Господь Бог ваш“ — и здесь я нахожу [новую] заповедь — не сейте на терния, обрежьтесь Господу вашему» (Иер. 4:3, 4). А что это значит: «обрежьте грубость сердца вашего, и выи вашей не ожесточайте» (Иер. 7:26). И ещё: «вот говорит Господь: все народы не обрезаны и имеют крайнюю плоть; а этот народ не обрезан в сердце» (Иер. 9:26)." (гл. 9).
- мч. Иустин Философ «Разговор с Трифоном иудеем» «Уже нужно второе обрезание, а вы много думаете о своём обрезании по плоти.» (гл. 12). При этом, хотя в гл. 16 и 19 он говорит о «нужности» обрезания для иудеев, он говорит об этом не как о предписании, а относит это к иудеям-нехристианам и говорит о нём, что оно стало знамением отделения их от других народов для Божией кары над ними одними.
- сщмч. Ириней Лионский «Против ересей»: «Кроме того, из самого Писания мы узнаем, что Бог и обрезание дал не как дело праведности, но как знамение, по которому бы был распознаваем род Авраамов… которые были даны им в рабство и как знамения, Он отменил Новым Заветом» (кн. 4, гл. 16).
- Тертуллиан «Против иудеев»: «…усматриваем мы, что перводанное обрезание долженствовало прекратиться, и уступить место новому закону, отличному от того закона, который дан был отцам Иудеев.» (гл. 3).

Это учение разделяли и последующие отцы Церкви (например, свт. Иоанн Златоуст «Против иудеев», слово 2), в согласии с учением Павла, доказывая, что обрезание, как свидетельство принадлежности к народу Израиля, совершенно не нужно и даже — с наступлением Нового Завета — греховно, и оно вполне заменяется крещением как свидетельством о принадлежности к Церкви (Новому Израилю).
Несмотря на то, что и сам Иисус был обрезан (Лк. 2:21), современными христианами этот обряд не практикуется (за исключением лишь некоторых течений) или практикуется, но при этом делается не из религиозных побуждений. Св. Кирилл Александрийский объясняет обрезание Христа и необрезание христиан словами Апостола Павла: Христос «подчинился закону, чтобы искупить подзаконных» (Гал. 4:5).
В то же время Коптская и Эфиопская православные церкви сохранили некоторые иудейские (раннехристианские) обряды, такие как соблюдение ветхозаветных законов о вкушении пищи, празднование субботы (наряду с воскресеньем), а также обрезание (которое совершают младенцам непосредственно перед крещением).

### Обрезание в законодательстве царской России
Принадлежность новорождённого мальчика к еврейству в России официально констатировалась регистрацией совершённого обрезания в метрической книге. В то же время евреем считался любой рождённый еврейкой, в том числе и младенец, не подвергнутый обрезанию. Статус еврея терялся лишь с официальным переходом в другое вероисповедание. Статья 302 уложения о наказаниях запрещала совершение обряда обрезания кем бы то ни было, кроме раввина.

## Техника обрезания

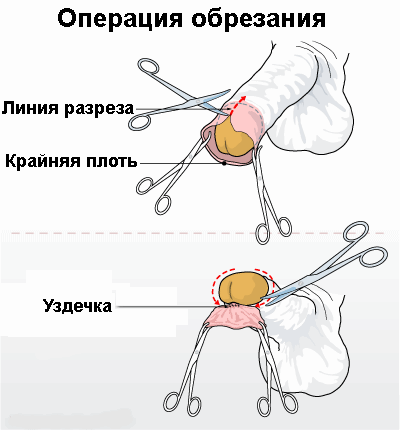
Схема операции обрезания
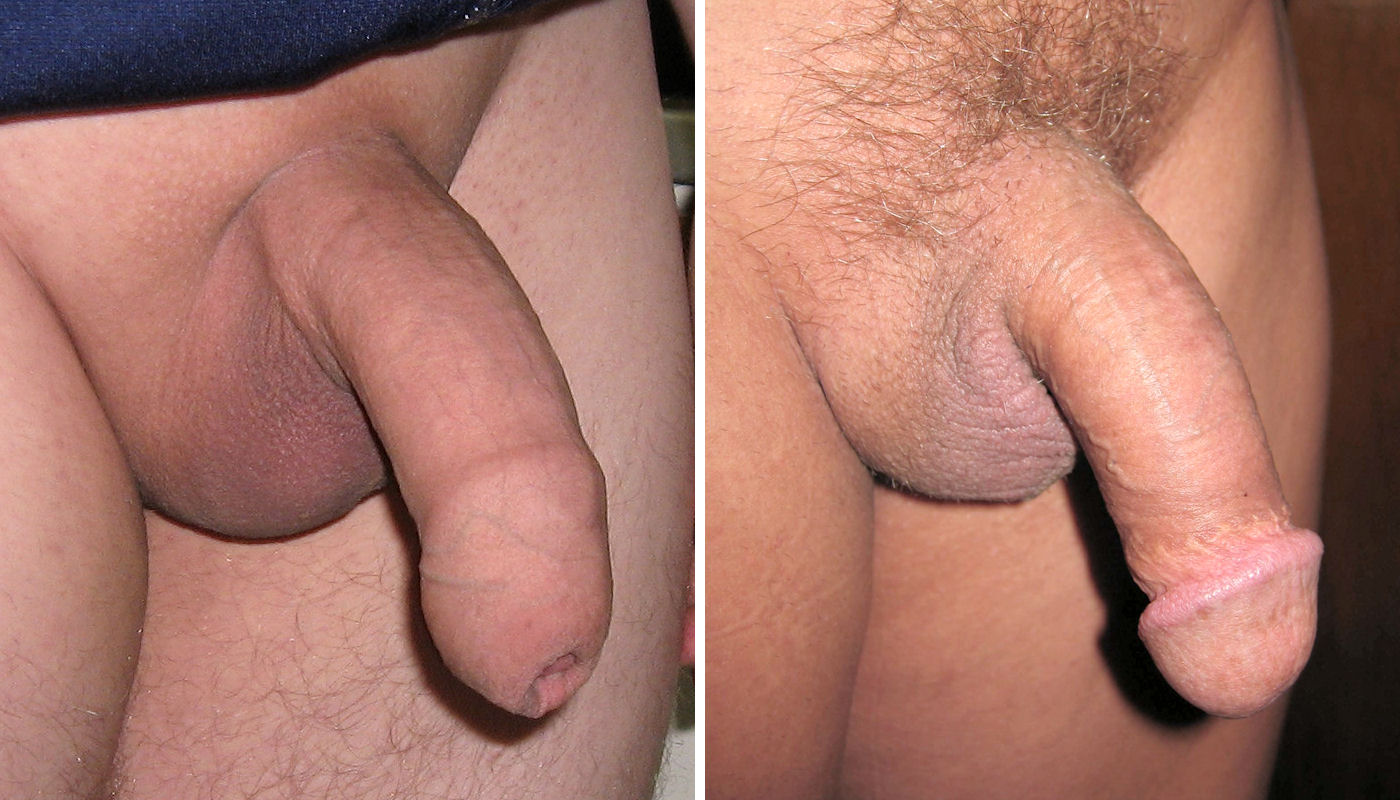
Сравнение необрезанного и обрезанного половых членов
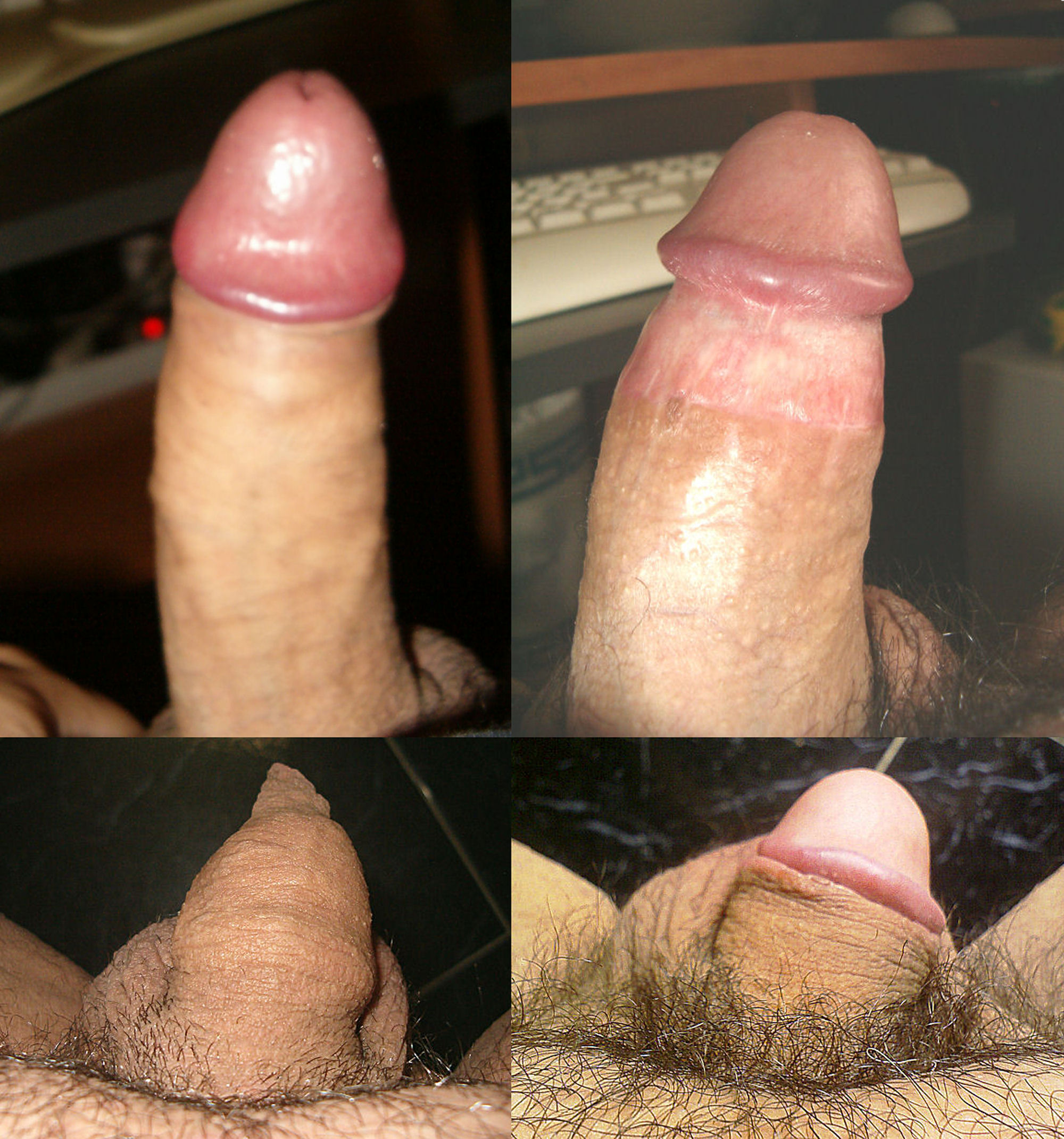
До и после обрезания
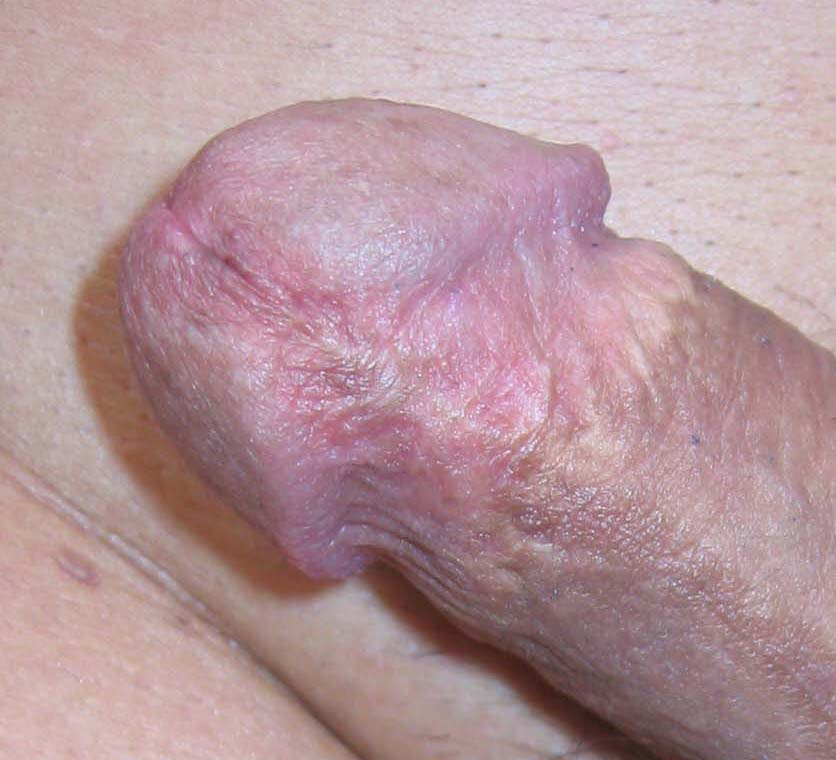
Шрам после обрезания
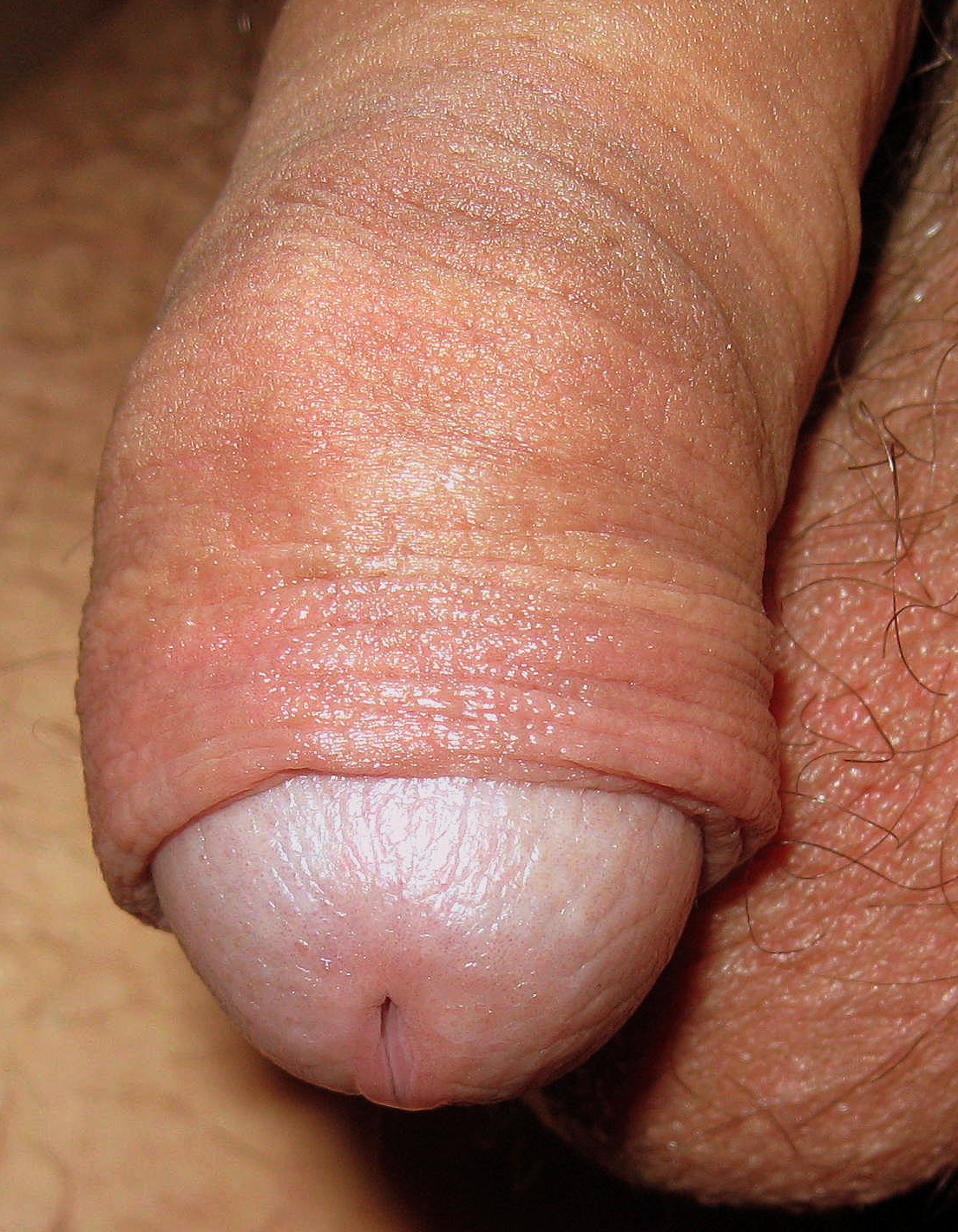
Крайняя плоть частично закрывает головку
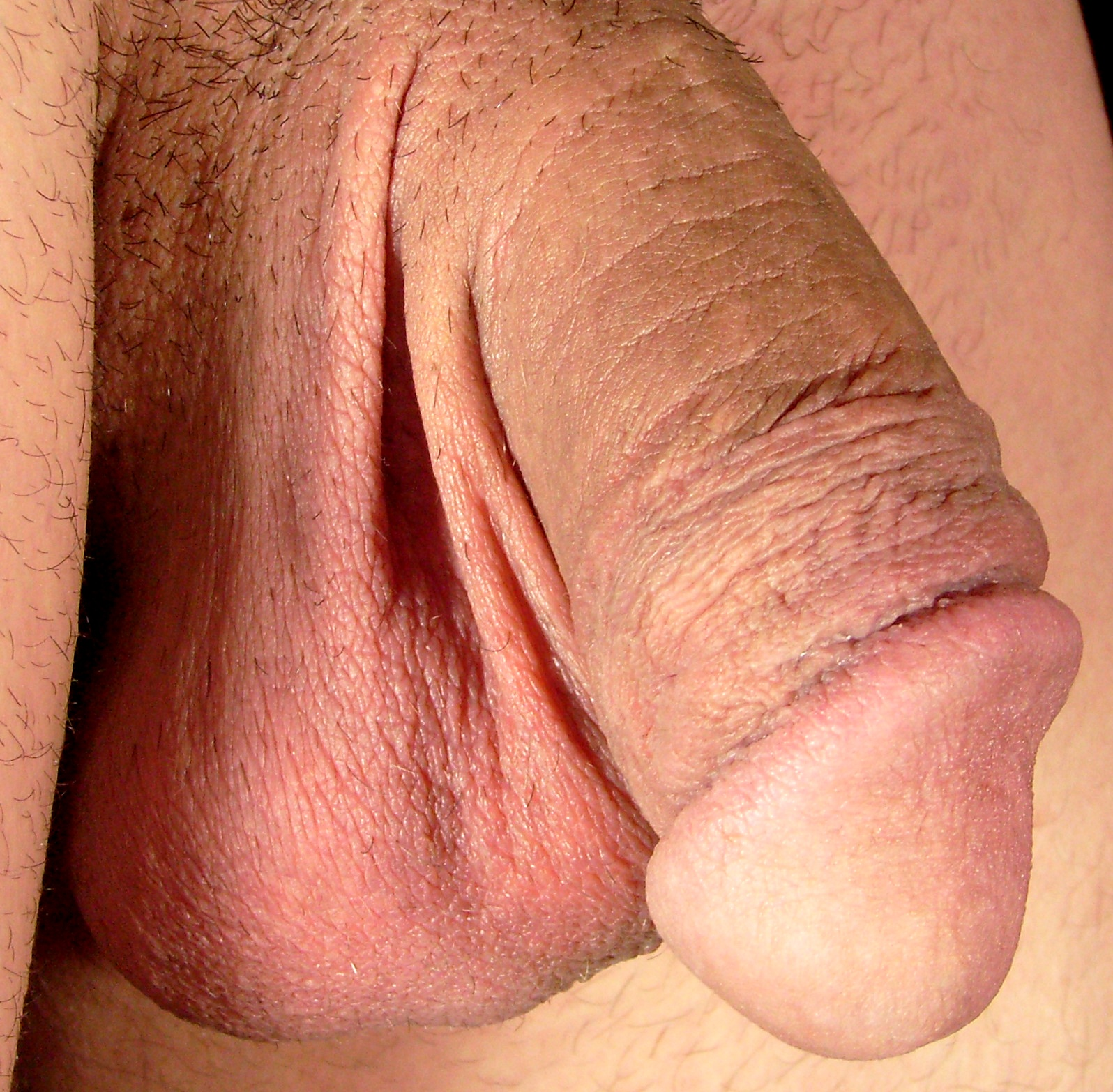
Крайняя плоть полностью удалена

Крайняя плоть пениса отсекается по всей окружности (circumcisio) при обрезании по медицинским показаниям. Обрезание обычно проводят с использованием местной анестезии (иногда — под общим наркозом).

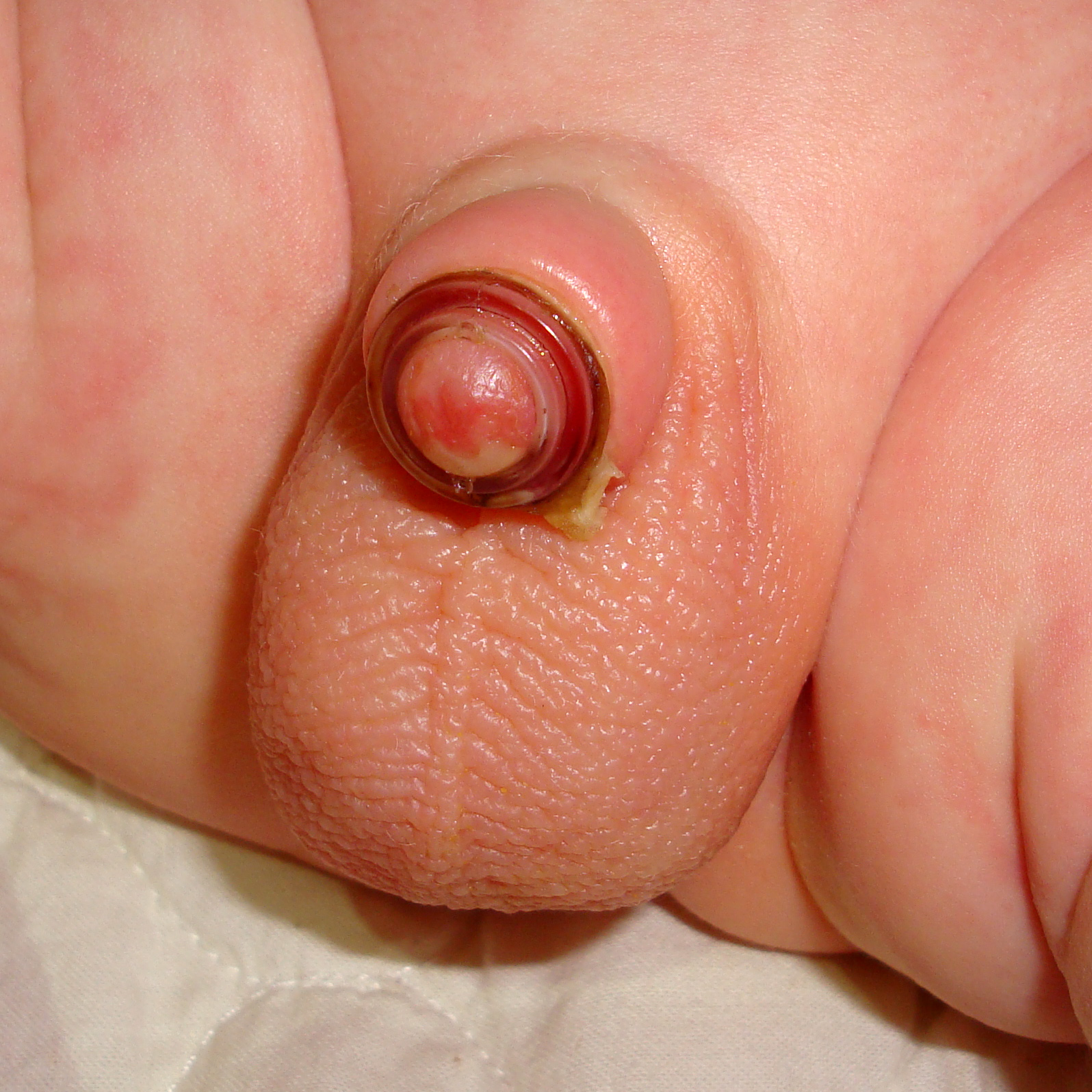
Пластиковый зажим

В США, странах Европы, Юго-Восточной Азии круговое обрезание чаще всего выполняют с использованием разнообразных зажимов, которые подбираются соответственно размеру пениса. Зажим также используется и как защитный экран, предохраняющий головку пениса от случайных порезов. Для лучшего заживления иногда накладываются швы. Иногда вместо накладывания швов применяют зажимы, которые оставляют на пенисе на несколько дней, пока рана не заживёт.
В современной России при обрезании чаще всего используется так называемая «ручная техника», когда хирург просто отрезает листки крайней плоти и сшивает края раны рассасывающимся шовным материалом (кетгут, викрил и т. п.).

## Отношение медицины
Взгляды врачей на массовое обрезание новорождённых в гигиенических целях диаметрально противоположны. В то время как одни смотрят на обрезание как на печальный атавизм, лишённый всякого научного обоснования, другие — признают за обрезанием весьма важную меру в профилактическом и терапевтическом отношении и рекомендуют распространение операции в более широких сферах населения. Соответственно, проводимые на эту тему научные исследования зачастую бывают тенденциозны, их результат нередко зависит от взглядов автора.

### Медицинские показания
Операция обрезания устраняет целый ряд заболеваний, возможных лишь у необрезанных в редких случаях патологического строения полового члена.
- Восприимчивость к СПИДу. Доказательства подтверждают, что мужское обрезание снижает риск заражения ВИЧ-инфекцией среди гетеросексуальных мужчин в Африке, к югу от Сахары[40][41]. ВОЗ рекомендует рассматривать обрезание как часть комплексной программы борьбы с ВИЧ в районах с высоким уровнем ВИЧ[42]. Для мужчин, имеющих половые контакты с мужчинами, доказательства пользы в плане предотвращения ВИЧ менее ясны[43][44]. Целесообразность его использования для профилактики ВИЧ в развитых странах мира остаётся неясной[45].

### Доводы против

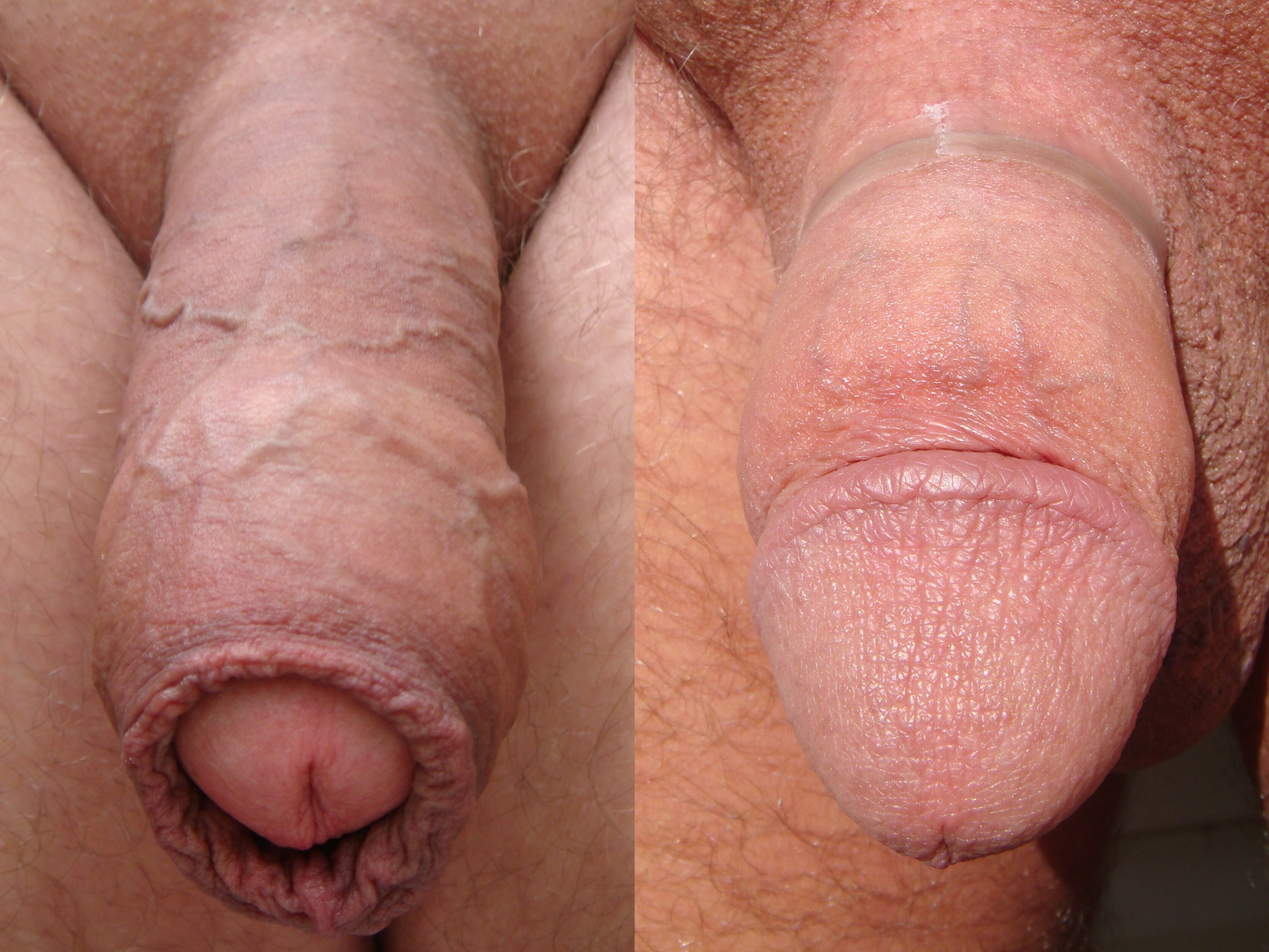
Имитация обрезания с помощью медицинской ленты

Основными аргументами против обрезания признаются следующие.
- Болевой шок. Обрезание вызывает сильные болевые ощущения, поскольку новорождённым эту операцию делают чаще всего без анестезии. В последнее время применяется местное обезболивание.
- Гигиенические проблемы. В младенческом возрасте головка полового члена мальчика (как и клитор девочки) очищается сама собой, тогда как после обрезания возникает настоятельная необходимость в тщательном уходе за головкой члена, поскольку в углублениях и складках кожи в области уздечки и венчика могут интенсивно развиваться бактерии, от появления которых эти области защищала крайняя плоть.
- Противоречие этическим нормам. С расцветом в девяностые годы XX века правозащитных и экологических организаций был сформулирован целый ряд этических проблем, связанных в том числе и со здоровьем. Заявляется, в частности, что удаление любой части тела человека без его согласия недопустимо, а поскольку младенец не может дать согласия на отсечение собственной крайней плоти, эта процедура в применении к детям изначально антигуманна и подлежит полному запрету.
- Осложнения обрезания. Обрезание мужчины, не достигшего половой зрелости, может привести к тяжелейшим физическим травмам: втягиванию пениса внутрь тела, спайкам, варикозному расширению вен, тромбозам, полной потере чувствительности, сращению отреза с головкой полового члена, загибам из-за недостатка кожи, болезненным половым актам, кровотечению, случайному отсечению головки полового члена, фистулам, дырам в пенисе, гангрене и т. п. Известны случаи потери пациентом полового члена в результате неудачной операции по обрезанию[46].

Американская академия акушеров и гинекологов (American Academy of Obstetricians and Gynecologists — ACOG) считает, что нет медицинских данных в поддержку обрезания как рутинной процедуры, что дети чувствуют боль, в силу чего перед обрезанием должно быть получено согласие на хирургическую процедуру.

### Мнения специалистов

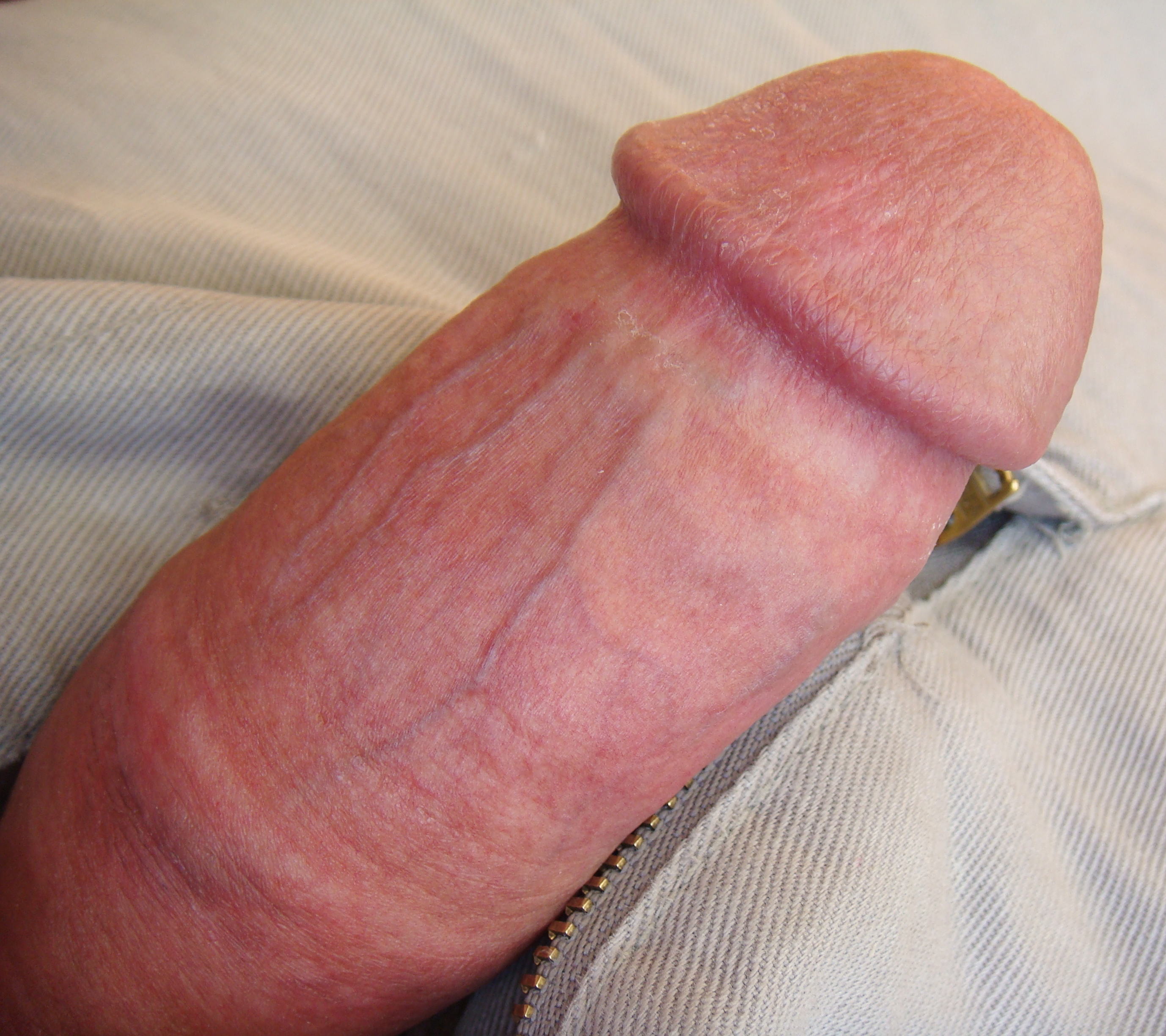
Сочетание высокого и тугого обрезания (японское обрезание)

#### Урология
За. Имеются данные, что обрезание вызывает утолщение кожи головки пениса, что снижает её чувствительность и значительно удлиняет время полового акта и предотвращает преждевременное семяизвержение, так как последнее наступает гораздо позднее:

Мой двадцатилетний опыт показывает, что операция удаления крайней плоти существенно улучшает сексуальную жизнь человека. Проблемой многих семей, отравляющей их совместную жизнь, является преждевременное семяизвержение. Современная медицина предлагает целый ряд мазей и желе, основой действия которых является притупление чувствительности мужчины. Это позволяет увеличить продолжительность полового акта и тем самым дать большее удовлетворение женщине. Действие всех этих препаратов кратковременно. Операция удаления крайней плоти, брит-мила, оказывает то же действие, но не на короткое время, а постоянно.— доктор Гершон Бен-Даниэль, специалист в области урологии и детской хирургии
Против. В абсолютных цифрах разница составляет около 1 %, то есть вероятность возникновения инфекции у обрезанных и необрезанных приблизительно 0,14 % и 1,14 % соответственно.
Разницу в ощущениях может почувствовать только тот, кто сделал обрезание в зрелом возрасте. Несколько высказываний мужчин, подвергшихся процедуре:
- «Я потерял чувствительность. Я отдал бы все, чтобы её вернуть. Я отдал бы свой дом»;
- «Мне кажется, что теперь у меня есть бесчувственная палка, а когда-то я имел сексуальный орган».

#### Венерология
За. 

Операция удаления крайней плоти у мужчин однозначно предохраняет от вируса ВИЧ. Количество случаев заражения необрезанных мужчин в 8 раз больше, чем обрезанных.— профессор Рахель Ройс (New England Journal of Medicine. April 10, 1997)

Шанс обрезанных мужчин заразиться СПИДом намного меньше, чем необрезанных. Эти данные основываются на 28 исследованиях, проведённых в разных странах. 26 из них показали безусловную прямую связь между опасностью заразиться СПИДом и наличием крайней плоти, которая является местом нахождения и роста различных возбудителей болезней.— профессор Алон Рональд, Канада (Исследование, представленное на международном симпозиуме по проблемам СПИДа в Японии) («Телеграф», 08.09.94)
Согласно исследованию Дэвида Фергуссона из Школы медицины и здравоохранения в городе Крайстчерч (Новая Зеландия), даже учитывая такие факторы, как количество партнёров и использование презервативов, молодые люди, которым сделали обрезание, заражались в 2,66 раза реже. Как предполагается, удаление крайней плоти приводит к тому, что кожа головки пениса грубеет, в результате чего реже образуются микротрещины, через которые в организм и попадают вирусы.
Исследования, проведённые в 2005 году, показали, что передача ВИЧ от женщин к мужчинам во время секса сокращается на 60 %, если мужчины обрезаны.

Мы знаем, что факторы, от которых зависит скорость распространения ВИЧ, — это количество параллельных половых партнёров, использование презервативов, наличие других заболеваний, передающихся половым путём, и мужское обрезание. При прочих равных обстоятельствах среди обрезанного населения эпидемия развивается на низком уровне и медленно, а среди необрезанного населения — на высоком уровне и быстро.— д-р Ричард Фичем, исполнительный директор Глобального фонда по борьбе со СПИДом, туберкулёзом и малярией
Против. Подавляющим большинством медицинских ассоциаций подобные исследования просто приняты к сведению, так как многочисленные ошибки, допущенные при проведении этих исследований, дискредитировали результаты (данные Ассоциации семейных врачей США).

#### Онкология
За.

… рак крайней плоти… встречается чаще у тех, кто не прошёл обрезание… Известно также, что жёны необрезанных мужчин более восприимчивы к раку шейки матки, чем жёны обрезанных.
— профессор Давид Баренский, заведующий детским отделением больницы «Шаарей Цедек» («Едиот Ахронот», 03.03.99)
Против. Рост риска возникновения рака у необрезанных ничтожно мал — около 0,2 %. Подсчитано, что необходимо выполнить от 600 до 900 операций по обрезанию для предотвращения 1 случая рака пениса. Влияние обрезания на возникновение рака шейки матки не подтверждено. Существует множество противоречивых исследований, однако большинство указывает на отсутствие взаимосвязи.

#### Педиатрия
У младенца есть особая чувствительность к кровотечению между вторым и пятым днём его жизни. Склонность к кровотечению образуется по причине того, что важная основа свёртываемости крови — витамин К — ещё не образовался до седьмого дня жизни. Понятно, что первый день, когда можно делать обрезание, это восьмой день. Второй важный материал для свёртываемости крови — это паротромбин. К восьмому дню его количество в организме большее, чем во все другие дни жизни. По этим двум показателям лучший день для брит-мила именно восьмой.
— исследователи Л. Амет Голт и Ростин Мекинтош (Голд Педиатрикс, Нью-Йорк, 1953)

### Мнения медицинских ассоциаций

#### США
- Американская академия педиатрии (1999) и Американская медицинская ассоциация (1999): данных, свидетельствующих о целесообразности рутинного (рекомендованного всем) обрезания недостаточно[51][52].
- Американская ассоциация семейных врачей (январь 2007): рекомендует обсуждать с родителями (или опекунами) потенциальные преимущества и недостатки данной процедуры[50].
- Американская ассоциация урологов (май 2007): рекомендует рассматривать обрезание как один из методов, имеющих положительное влияние на здоровье (в связи с некоторыми данными исследований о распространении ВИЧ среди африканских мужчин, указывая однако, что исследования в Африке могут быть неприменимы к условиям в других странах и континентах)[53].

#### Канада
- Канадское педиатрическое общество (май 2007) не рекомендует обрезание новорождённым мужского пола[54].

#### Великобритания
- Британская медицинская ассоциация (июнь 2006): обрезание в медицинских целях может быть использовано только при отсутствии или неэффективности других, менее инвазивных[55] процедур[56].

#### Австралия и Новая Зеландия
- Королевская австралийская коллегия врачей: показания к рутинному использованию процедуры обрезания у новорождённых отсутствуют[57].

## Распространённость обрезания в мире

Карта мира со статистикой мужского обрезания по странам по данным ВОЗ 2007г.
распространено, почти всеобщее: >80%
распространено, обычное явление: 20–80%
редкое явление: <20%
данных нет

Статистические оценки всемирной распространённости обрезания разнятся от 0,35 % до 56 %.
Обычай обрезания в англоязычных странах (Канада, Австралия, США, Великобритания) был введён в викторианскую эпоху как мера для препятствия онанизму и получил широкое распространение в первой половине XX века. Во второй половине XX века, несмотря на то, что практика поголовного обрезания прекращена, в США процент обрезанных мужчин остаётся достаточно высоким для страны, где обрезание не мотивировано требованиями господствующих религиозных доктрин.
|                | Год проведения исследования | Практика обрезания новорождённых, % |
| -------------- | --------------------------- | ----------------------------------- |
| Канада         | 1997                        | 20                                  |
| Австралия      | 2001                        | 10                                  |
| Новая Зеландия | 1995                        | 0,35                                |
| Великобритания | 2006                        | 4                                   |
| США            | 2006                        | 56                                  |

## Интересные факты
Группа ученых из Еврейского университета использовала фрагменты кожи, оставшиеся после обрезания, как материал для перепрограммирования и получения плацентарных стволовых клеток – трофобластов. Так были впервые получены искусственным путем полностью функциональные и стабильные клетки плаценты человека. Ученые планируют использовать их для исследования и лечения патологий беременности.